# Barbus erubescens
Barbus erubescens es una especie de peces de la familia de los Cyprinidae en el orden de los Cypriniformes.

## Morfología
Los machos pueden llegar alcanzar los 9,5 cm de longitud total.

## Hábitat
Es un pez de agua dulce.

## Distribución geográfica
Es endémico de la cuenca del río Twee, afluente del río Olifants en la provincia del Cabo Occidental (Sudáfrica).